# Федотовка (Алтайский край)
Федотовка — село в Ключевском районе Алтайского края. Входило в состав Зелёнополянского сельсовета. Упразднено в 1992 г.

## География
Располагалось в 6 км к юго-востоку от села Зелёная поляна.

## История
Основано в 1928 году как отселок села Каип. Отделение совхоза Ключевской.

## Население[2]
| год     | 1939 | 1989 |
| ------- | ---- | ---- |
| человек | 222  | 7    |